# Special Olympics Australien
Special Olympics Australien (englisch: Special Olympics Australia) ist der australische Verband von Special Olympics International, der weltweit größten Sportbewegung für Menschen mit geistiger Beeinträchtigung und Mehrfachbeeinträchtigung. Ziel ist die sportliche Förderung dieser Personengruppe und die Sensibilisierung der Gesellschaft für sie. Außerdem betreut der Verband die australischen Athletinnen und Athleten bei den Special Olympics Wettbewerben.

## Geschichte
Special Olympics Australien wurde 2003 mit 12 Athletinnen und Athleten mit Sitz in Concord (New South Wales) gegründet.

## Aktivitäten
2015 waren 3.558 Athletinnen, Athleten und Unified Partner bei Special Olympics Australien registriert.
Der Verband nahm 2017 an den Programmen Athlete Leadership und Young Athletes teil, die von Special Olympics International ins Leben gerufen worden waren.

### Sportarten
Folgende Sportarten wurden 2017 vom Verband angeboten:
- Basketball (Special Olympics)
- Boccia (Special Olympics)
- Bowling (Special Olympics)
- Cricket (Special Olympics)
- Fußball (Special Olympics)
- Golf (Special Olympics)
- Leichtathletik (Special Olympics)
- Reiten (Special Olympics)
- Segeln (Special Olympics)
- Softball (Special Olympics)
- Ski Alpin (Special Olympics)
- Schwimmen (Special Olympics)
- Tennis (Special Olympics)
- Turnen (Special Olympics)

### Teilnahme an Weltspielen vor 2020
(Quelle: )
- 2013 Special Olympics World Winter Games, PyeongChang, Südkorea (5 Athletinnen und Athleten)
- 2015 Special Olympics World Summer Games, Los Angeles, USA (76 Athletinnen und Athleten)
- 2019 Special Olympics, World Summer Games, Abu Dhabi (105 Athletinnen und Athleten)[3]

### Teilnahme an den Special Olympics World Summer Games 2023 in Berlin
Special Olympics Australien nahm mit 64 Athletinnen und Athleten in den Sportarten Leichtathletik, Basketball, Boccia, Bowling, Reiten, Golf, Turnen, Schwimmen und Tennis an den Special Olympics World Summer Games 2023 teil. Die Delegation wurde vor den Spielen im Rahmen des Host Town Program von Potsdam betreut. Das Team gewann bei diesen Weltspielen 15 Gold-, 22 Silber- und 26 Bronzemedaillen.

### Teilnahme an Weltspielen nach 2023
- 2025 Special Olympics World Winter Games, Turin, Italien (14 Athletinnen und Athleten)[8]